# ان‌جی‌سی ۱۲۶۱
ان‌جی‌سی ۱۲۶۱ یک کهکشان‌ است.